# Выборы в Верховный совет Республики Хакасия (2023)
Выборы в Верховный Совет Хакасии проводились с 8 по 10 сентября. По результатам выборов лидерами по партийным спискам стали «коммунисты», однако в одномандатных округах лидирующее большинство заняли «единороссы». По итогам конституционное большинство партии «Единая Россия» было достигнуто, несмотря на победу КПРФ в едином избирательном округе и несмотря на победу действующего главы Хакасии Валентина Коновалова.
Новые люди получить мандаты не смогли. Значительно утратилась роль малых партий в новом созыве. Если в прошлом созыве участвовали Единая Россия, КПРФ, ЛДПР, СР, КПКР, Партия Пенсионеров, Патриоты России и два самовыдвиженца, то в новом среди партий остались трое — ЕР, КПРФ, ЛДПР. При этом главой региона является член партии КПРФ, когда конституционное большинство в Верховном совете занимают члены партии Единая Россия.
| партия             | подано голосов | в процентах | мест по списку | одномандатники | всего | в процентах | изменение                       |
| ------------------ | -------------- | ----------- | -------------- | -------------- | ----- | ----------- | ------------------------------- |
| Единая Россия      | 56674          | 36,41 %     | 11             | 23             | 34    | 68 %        | больше в 2 раза                 |
| КПРФ               | 60883          | 39,11 %     | 12             | 2              | 14    | 28 %        | меньше на 2 места               |
| ЛДПР               | 11158          | 7,17 %      | 2              | 0              | 2     | 4 %         | меньше в 4 с половиной раза     |
| Новые люди         | 6210           | 3,99 %      | 0              | 0              | 0     |             | новая партия                    |
| СРЗП               | 5176           | 3,33 %      | 0              | 0              | 0     |             | потеряла 2 мандата              |
| Партия Пенсионеров | 4933           | 3,17 %      | 0              | 0              | 0     |             | потеряли 1 мандат               |
| Коммунисты России  | 4437           | 2,85 %      | 0              | 0              | 0     |             | потеряли 2 мандата              |
| Недействительные   | 6179           | 3,97 %      |                |                |       |             |                                 |
|                    | 155650         | 100 %       | 25             | 25             | 50    |             |                                 |
| Избирателей        | 394865         | 39,42 %     |                |                |       |             | Выборы в парламент Хакасии 2023 |